# Meet-me
meet-me（ミートミー）は、ココア (英: Co-Core Inc.) が開発・運営していた日本の仮想空間（メタバース）サービス。
2007年12月からテスト版を公開し、2008年4月8日に正式版をリリース。2018年1月31日にSNSを除く全サービス終了。

## 概要
実際の地図を基に東京23区を再現した点が特徴。
クライアントを通じて利用でき、ユーザーはアバターを操作してインターネット上に作り出された第2の東京で遊ぶことができる。

## 沿革
- 2007年
  - 12月16日 - α版オープン
  - 12月25日 - α版が一時的に終了
- 2008年
  - 1月23日 - α版再開
  - 3月20日 - α版終了。
  - 4月8日 - 正式版開始。
  - 4月17日 - TOYOTA METAPOLISオープン
  - 8月1日 - MMPとAmazonギフト券との交換開始
  - 10月1日 - TOYOTA METAPOLIS正式版オープン
  - 11月19日 - WebMoneyを使った土地決済が可能になる。
- 2009年
  - 1月13日 - MMPとヨドバシゴールドポイントとの交換開始
  - 7月15日 - MMPと楽天スーパーポイントとの交換開始
  - 12月2日 - ヨドバシカメラと合同でデジタル家電の販売を開始（ - 12月25日）
- 2010年
  - 10月13日 - ドン・キホーテと提携したキャンペーンを展開。
- 2011年
  - 12月1日 - スマートフォンアプリ『meet-me POCKET』リリース。
- 2013年
  - 4月20日 - ご当地キャラとのコラボ企画を実施。
- 2017年
  - 9月20日 - 2018年1月31日にサービスを終了することを発表[2]。
- 2018年
  - 1月31日 - 22時:SNSを除く全サービス終了。ゲームへのログインは23時30分までは可能だった[3]。23時34分にゲームから完全に切断、ログイン不能となる。

## 特徴

### マイキャラ
meet-meではマイキャラと呼ばれる自分の分身（アバター）を作成し、アトラクションを楽しんだりチャットなどでコミュニケーションをとることができる。初回ログイン時に都庁で住民登録（名前と性別を決定）すると、都内に数カ所存在するマンションにランダムで振り分けられ一室が無料で与えられる。
マイキャラは顔、体、服装などを自由にカスタマイズすることができ、自分に似せたアバターを作ることも可能である。

### コミュニケーション
チャットでのコミュニケーションを基本としているが、meet-me内には携帯電話、手紙、電子掲示板などチャットを補完するコミュニケーション手段も存在する。

### 通貨
meet-me世界では仮想通貨・ココアと仮想ポイント・MMPの2種類の仮想通貨が存在する。
ココアを用いてmeet-me世界で各種アイテム等の購入などを行うことができるが、現実世界の金券やポイントなどには交換できない。
一方、MMPは実世界のポイントプログラムに近いもので、Amazonギフト券などの実世界で利用できる金券と交換することができるほか、meet-me内の土地とMMPアイテムの購入にあてることもできる。
Cocore及びMMPは釣りやイベント等をこなすことで増やすことができる。またMMPは公式サイト内にあるキャンペーンに参加することでも付与される。

### リアルマネーでの決済
meet-me内の土地はクレジットカードやウェブマネー決済などで借りる事ができる。クレジットカード決済の場合、決済額の20%のMMPと、決済額の10倍のココアが還元される。
2009年6月3日のアップデートで、特定のアイテムの現金決済もできるようになった。逆にこのようなアイテムは仮想通貨での販売ではなく、現金での決済のみとなる。又、土地のレンタルと違い仮想通貨の還元はない。

### マイホーム
土地を借りると家を建てることができる。土地の大きさによって必要なMMPが異なり、敷地の形も四角形だけでなく様々な形状のものが用意されている。NGユーザーリストやアイテムを用いて家屋への進入制限をかけることもできる。
家は複数用意されたパーツを組み合わせて建てることができ、それぞれを反転・回転させることで自由度の高い建築が可能となっている。また、屋内外の建具や家具には無数のバリエーションが存在し、点在するホームセンターや家具店で購入したものを設置することで理想のマイホームを作ることができる。家屋以外にも駐車場や花壇、畑などを設置することができ、住まいとしてだけではなく菜園、商店、倉庫などの活用も可能。
土地は「土地利用券」や仮想通貨「MMP」、クレジットカード決済のいずれかで契約することができるが、毎月7日までに当月分の決済が出来なかった場合は8日に強制撤去となり室内外のアイテムは消失する。
しかし、15日以内にクレジットカード決済をすれば再び土地が復活しアイテムも手元にすべて戻る。
8日以降のMMPや、土地利用権での更新は不可。
- 栽培
「農園の畑」と「種」で、野菜を栽培することができる。
「農園の木」でくだものの栽培、プランターや花壇で花の栽培ができる。
- ペットを飼う
ペット専門店にて犬かネコを購入することで飼育が可能になる。
また、牧場 MMファームにて牛を飼うこともできる。
ペットは「ペット利用券」や仮想通貨「MMP」、クレジットカード決済のいずれかで契約する。
契約中のペットは毎月7日までに当月分の決済が出来なかった場合、8日に強制解約となる。

### 乗り物
- 路線バス
各種経路が準備されており、主要な場所へはだいたい行くことができるようになっている。アトラクション専用バスや観光バスもある。
- 電車
実際のJR・私鉄各社の駅に準拠するが完全な網羅はしておらず、アップデートで駅が追加される場合もある。初期状態では利用できる駅は22ヶ所の駅のみとなっており、他は駅まで足を運び駅チケットを購入し、登録する必要がある。
- その他、クルマ、パーソナルモビリティ、自転車、オートバイ、スクーター、一輪車などがある。

### 宝箱
都内各地に宝箱が出現し、宝箱のカギ（大箱には大きなカギ）を持っていると開けることができ、ショップでは売ってない珍しいアイテムが入っている事もある。開封・未開封を問わず、すべての宝箱は一定期間で再出現する。
金、銀、木、大箱の4種類があり、木＜銀＜金＜大の順にいいアイテムが出やすい。ただし、出るアイテムはランダムなのでたとえ金箱であってもありふれたアイテムが出ることがある。
宝箱のカギは「6」のつく日に無料配布で入手できる他、ガチャガチャや抽選所でも入手可能。大きなカギは釣りやCoin Game Shipで獲得することができ、銀行にて宝箱のカギ10本と交換することができる。

### ガチャガチャ
宝箱や店には売られていないアイテムが入っており、中身が一定時間で補充される。季節やイベントで景品がかわるタイプも存在する。

### 抽選所
meet-me内とメタポリスの合計5箇所に設置された抽選所では一日につき各一回ずつ抽選に参加することができる。景品は箱ティッシュから高額土地利用券まで多岐にわたる。各抽選所を巡回する専用バスが運行している。

### アトラクション
- 釣り
川や池、東京湾では魚釣りをすることができる。その魚を区役所や町内会館に持っていくと仮想通貨「ココア」に変換することができる。meet-me内で生活するには釣りで「ココア」を稼ぐことが欠かせない手段となっている。川釣り、海釣り、遠洋、秘境釣りツアーなどがあり、数百種類の魚が釣れる。
- 虫とり
公園ではカブトムシやセミなど虫とりを行うことが出来る。釣り同様に区役所・町内会館にて仮想通貨「ココア」に変換することができる。季節ごとにとれる虫が異なる。
- 冒険者の砦・地下聖堂
ダンジョンに潜りモンスターと戦ったりしながら探索するミニRPG。アイテムが手に入ったりする。レベルや属性といった要素もあり、開発を手掛けるフロム・ソフトウェアを感じさせる内容になっている。
- カードバトルセンター
虫・魚・花を素材としたバトルカードの作成や、カードを使った対戦などが楽しめる。
- 恐竜パーク
3Dで再現されたジュラシックパークのようなアトラクション。恐竜が襲ってくる中、恐竜の卵を探しある程度の数集めるとアイテムと交換できる。新アトラクションでバーチャル恐竜に爆弾を蹴ってやっつけるアトラクションも誕生した。
- 競馬場 meet-me horse race
実際の大井競馬場と同区画上にある。24時間365日、10分毎に競馬レースが開催され仮想通貨「ココア」で馬券を購入することができる。
- コインゲーム船 Coin Game Ship
東京湾に停泊する巨大な客船の中でブラックジャックや、ルーレット、スロットなどコインゲームをすることができる。
- ドライブ
トヨタ自動車とGAZOOがスポンサードしている東京湾に浮かぶ仮想都市「GAZOO METAPOLIS」。中ではトヨタのクルマのラインナップを見たり（中にはヴェルファイアのように旧型であったり、アリオンやbBなどのように設定が無い車種もある）、試乗などが行える。「meet-me」に広がるハイウェイでは買ったクルマでドライブすることもできる。ドライブのほかに「バーチャルドライブ」「ハイブリッドドライブ」のゲーム型ドライブアトラクションも存在する。

現在はトヨタは撤退しCoCoreへ運営を合併しトヨタグループのGAZOOへ名称も変更し、CoCoreへ運営変更後新車の登場はない。
- MMサイクリング
高低差のある地形でサイクリングが楽しめる。自転車以外にもパーソナルモビリティなどで走ることも可能。
- スカイクルーズ
飛行船に乗り空の旅ができるようになっている。夜には夜景も見られる。
- MMスケートリンク
舎人駅近くのスケートリンク（冬季のみの期間限定営業）。遊ぶにはスケート靴を所有している必要があり、きぐるみの場合は「スケート靴の着ぐるみバッジ」を使用すればスケートリンクに着ぐるみを着たまま入場できる。

コースは「スピードコース」「フィギアコース」が存在するアニメーションチップで演技をすることも可能である。チップはガチャガチャもしくはユーザーの販売にて入手可能。
- その他、海水浴場・巨大迷路・ダンスホール・サッカースタジアム・ジャンプ台など多数のアトラクションが用意されている。

### イベント
meet-me内では毎週のようにイベントを開催している。トヨタの新車発表会など、企業広告イベントも数多く開催されている。
また、ユーザーがイベントを主催する「ユーザーイベント」も随時実施されている。
イベントでは仮想通貨「ココア」がもらえるものや、アイテムがもらえるものなどがある。
過去の主な開催イベント
- トヨタ新車発表会
- F1グランプリライブイベント
- アーティストデビューイベント
- 花火大会
- 東京ゲームショウ2008特設ブース
- 日テレ7×ココアコラボ番組『夜明けのマルシェ』公開収録
- 釣り大会
- マラソン大会
- 宝探し大会
- クリスマスイベント
- ハロウィンパーティー
- 青鬼説明会
- ○×クイズ
- meet-meオークション
- 虫取りスタンプラリー
- 金箱祭り!
- 銀箱祭り!
- 木箱祭り!
- メタポリス タウンミーティング
- イライラゲーム
- Bjリーグ生中継
- メタポリス新施設発表会
- NACK5『Oh! JaMa』presents GTトークinメタポリス
- 『新型PASSO』バーチャル説明会 in ハナ女子大学
- ふゆやすみの宿題
- 書き初めコンテスト
- ザ・サバイバー
- 周年イベント
- 魚釣りタイムアタック（季節ごとに開催）

現在も開催しているイベントは増え続けている。

### meet-me部活
meet-meでは部活動が行われており、ユーザー交流の一端を担っている。
- 釣り部
- 写真部
- 虫捕り部
- マラソン部

部活動の活動予定時刻

## ログインに関するセキュリティの変更
meet-meでは、2011年6月に発生した不正ログインを受け、2011年7月からマイページへのログイン時のみ、従来のIDとパスワードの入力に加えて、不正ログイン防止のために画像認証を追加した。

## meet-meSNS
meet-me SNSはmeet-me独自のSNSサービスで、ユーザー登録をするとSNSが閲覧可能になる。
meet-meをプレイしていなくても登録をすれば閲覧が可能。
SNSにはコミュニティ機能があり、サークルやmeet-me内の町内会でコミュニティを作っている。
コミュニティはだれでも制作でき、様々なグループがある。
登録方法はメールアドレスを入力し確認メールが来たら、ユーザー名（meet-meと同じユーザー名でなくても良い）、性別、パスワードなどを設定し、登録は完了となる。
（上記内容は変更したい場合は設定で変更もできる。）
meet-meサービス終了後も、SNSのみ当面の間運営を継続したが、2019年3月20日12時をもってサービスを終了した。

## スマートフォンアプリ
2011年11月30日（水）にスマートフォンアプリが登場。AndroidとiOSに対応。
スマートフォンでログインすれば、1日1回宝箱のカギなしで宝箱を開けられたり、人気があり入手が困難な限定品などが買えるという利点がある。詳しい操作方法はこちら（外部サイト）を参照。